# Relações entre Iraque e Kuwait

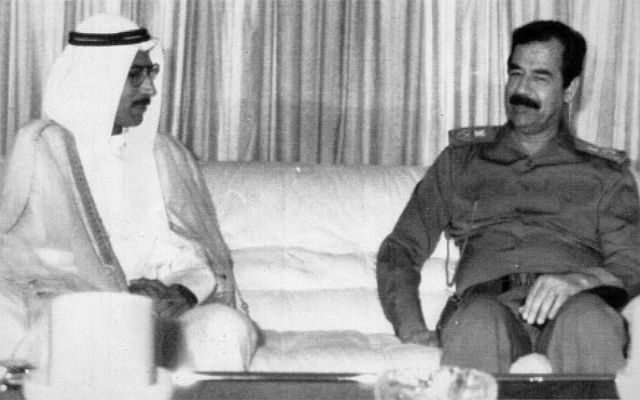
O primeiro-ministro do Kuwait, Alaa Hussein Ali, e o presidente do Iraque, Saddam Hussein, em 1990.

As relações entre Iraque e Kuwait referem-se às relações bilaterais entre a República do Iraque e o Estado do Kuwait. Nas últimas décadas, estas relações foram marcadas por períodos de cordialidade e extrema tensão.
A Guerra Irã-Iraque (1980-1988) representava uma séria ameaça à segurança do Kuwait. Este, temendo a hegemonia iraniana na região, não viu alternativa senão fornecer ao Iraque um apoio financeiro substancial e servir como um canal vital para suprimentos militares. Até então, as relações entre Iraque e Kuwait não chegavam a ser consideradas "tensas". Elas só seriam realmente afetadas em 1990, após a invasão do Kuwait pelo Iraque e a subsequente Guerra do Golfo.
Em 2004, após a queda do regime de Saddam Hussein, os dois países concordaram em restabelecer as relações diplomáticas, suspensas desde então.